# Dispersión (contaminantes)

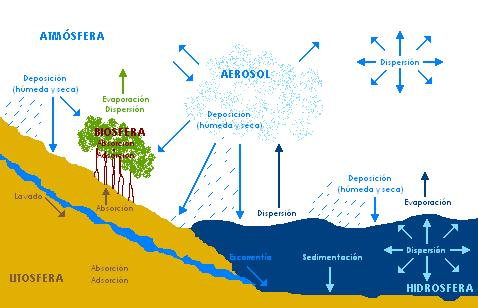
Fenómenos a través de los cuales se produce la movilidad de los contaminantes entre los distintos compartimentos.

Cuando se vierte una sustancia contaminante al medio ambiente, esta no permanece en el lugar donde se realiza el vertido sino que se produce su dispersión, pues se da toda una serie de fenómenos físicos, químicos y biológicos que provocan tanto el transporte dentro de un mismo compartimento ambiental como el paso al resto. Los compartimentos ambientales en los que puede dispersarse una sustancia son hidrosfera, suelo, atmósfera y biota (plantas y animales). 

## Proceso de dispersión
El camino que seguiría un contaminante, por ejemplo, un pesticida orgánico vertido sobre una plantación, es el siguiente: 
Absorción-Adsorción
La sustancia es depositada sobre la superficie del suelo y de los vegetales. Una parte de la misma es absorbida a través de las hojas de las plantas, otra parte es absorbida o adsorbida por los constituyentes del suelo. Ciertas sustancias tienen una gran facilidad para adherirse a las arcillas, formando compuestos muy estables que persisten durante mucho tiempo, causando una gran dificultad para la des-contaminación de estos suelos.
Lavado-Escorrentía
Tanto la fracción de sustancia que queda sobre la superficie de los vegetales como la que queda en el suelo sin reaccionar químicamente con este, es disuelta o arrastrada por el agua de riego o de lluvia hacia otros terrenos, hacia acuíferos o corrientes superficiales y de allí al mar. El grado en que se produzca este arrastre dependerá de las características de la
```
precipitación (especialmente para contaminantes no solubles o sólidos, como por ejemplo las cenizas de incendios), pero sobre todo de las características de la sustancia, en concreto su capacidad de fijación al suelo y su 
solubilidad
. La solubilidad es intrínseca de cada sustancia, y depende de sus propiedades químicas.
```

Una vez en medio acuoso, los contaminantes pueden sufrir otras transformaciones químicas, como hidrólisis, procesos de oxidación-reducción, foto-degradación, que los transforman en otras sustancias más o menos estables y tóxicas.
Bioconcentración-Bioacumulación
La fracción de sustancia depositada en la superficie de los vegetales o absorbida por los mismos y la que es disuelta o arrastrada por el agua se introduce en el organismo de los seres vivos que los ingieren. Dependiendo del metabolismo de cada organismo y de las propiedades químicas de la sustancia, esta se eliminará por los cauces de excreción normales o pasará a acumularse en los tejidos, especialmente en el hígado y las células adiposas. Generalmente, una sustancia soluble en agua tiende a eliminarse fácilmente, mientras que si no lo es tiene preferencia por acumularse en el tejido graso. La propiedad química que podemos observar para predecir el comportamiento de un contaminante en el interior de un organismo es el coeficiente de reparto octanol-agua, característico de cada sustancia y que es una medida de la afinidad de la misma por un disolvente frente al otro. Si el organismo en el que se ha bioacumulado la sustancia es devorado, la totalidad de contaminante acumulado pasa al depredador, por esto el efecto se agrava al avanzar en la cadena alimentaria.
Evaporación
Es el paso de la sustancia del agua al aire. Responde a una ley física 
llamada "Ley de Henry" de manera que para cada sustancia química existe un coeficiente de reparto aire-agua constante, que depende de sus características químicas y determina lo volátil que es. Así, una sustancia con un bajo punto de ebullición tendrá más facilidad para pasar al estado gaseoso y movilizarse desde la hidrosfera (ríos, mar), la superficie de los vegetales e incluso la superficie terrestre a la atmósfera.
Aerosol
Los contaminantes pasan también por evaporación o arrastre a las partículas de líquido que se encuentran en suspensión en la atmósfera, y que aunque no constituyen un compartimento ambiental aparte, es necesario considerar por separado por la importancia de los procesos que pueden darse en ellas, debido a sus características especiales: la interfase aire- agua es aquí mucho mayor, lo que facilita la evaporación, la reacción con especies gaseosas, la intervención de la luz solar en la degradación, etc.
Dispersión
Se refiere a la mera dispersión física de materia en un medio. Tanto en la hidrosfera como en la atmósfera o el aerosol, las corrientes, vientos, diferencias de presión y temperatura, provocan el movimiento de las partículas, también de los contaminantes, en la extensión del compartimento. Así es posible que humos emitidos por chimeneas de centrales térmicas recorran miles de kilómetros antes de que el dióxido de azufre que arrastran se precipite a la tierra en forma de lluvia ácida.
Sedimentación
Por efecto de su solubilidad y densidad y la fuerza de gravedad, algunos contaminantes en el seno de un líquido tenderán a precipitar al fondo del mismo, lo que produce su acumulación en las capas profundas o los sedimentos, dificultando su degradación (por la ausencia de luz y el descenso de temperatura, que ralentiza enormemente las reacciones químicas) y favoreciendo su persistencia.
Deposición
Deposición seca: El contaminante en la atmósfera pasa de nuevo al suelo o la superficie vegetal por acción del viento y la gravedad.
Deposición húmeda: La sustancia es arrastrada (disuelta o en suspensión) por los meteoros (lluvia, nieve), volviendo al suelo, agua o superficie vegetal.
El medio no está constituido por compartimentos estancos, los problemas de contaminación no están delimitados en el espacio ni en el tiempo.
Un conocimiento profundo de las propiedades de la materia, unido a una planificación adecuada de la producción, consumo y vertido de las sustancias potencialmente contaminantes puede evitar o al menos minimizar los problemas medioambientales derivados de la contaminación química.
- Datos: Q5808512